# Arankal, Chitapur
Arankal là một làng thuộc tehsil Chitapur, huyện Gulbarga, bang Karnataka, Ấn Độ.